# جون سيمر فارنسورث
كان جون سيمر فارنسورث (13 أغسطس 1893- 10 نوفمبر 1952) ضابطًا في البحرية الأمريكية، أُدين بالتجسس لصالح اليابان خلال ثلاثينيات القرن الماضي. عُرف بالعميل ك في رسائل الراديو التي اعترضها مكتب الاستخبارات البحرية.

## الوظيفة البحرية والمحكمة العسكرية
كان فارنسورث الذي وُلد في شيكاغو في ولاية إلينوي، ابنًا لفريدرك ويلكنسون وآنا م. سيمر. تعين في الأكاديمية البحرية الأمريكية في مدينة أنابولس من ولاية ماريلاند في عام 1911، بتوصية من رئيس مجلس النواب الأمريكي آنذاك نيكولاس لونجورث. اكتسب فارنسورث سمعة سيئة بسبب تعاطيه الكحول واكتسب لقب «دودو» (من ضمن عدة ألقاب أخرى). وُصف في كتاب الأكاديمية البحرية السنوي بأنه «جريء ومتهور»، إذ أُشير إلى أن فارنسورث كان سيشتهر بأعماله اليائسة وبعمليات فراره القصيرة جدًا لو أنه عاش في أيام البحرية القديمة، ومع ذلك، فقد اعتُرف بقدراته الرائعة كضابط بحري محتمل في المستقبل.
عُين في الأسطول الأمريكي الآسيوي، بشكل رئيسي على متن المدمرات، بعد أربع سنوات من تخرجه. عاد إلى الولايات المتحدة في عام 1917 برتبة ملازم مؤقت.
تلقى تدريبات على الطيران خلال عام 1920، في محطة بنساكولا البحرية الجوية. بعد أن أكمل تدريبه في عام 1922، حصل على تصنيف لتعلمه قيادة الطائرات البحرية والسفن الهوائية، ثم عاد إلى أنابوليس، معهد ماساتشوستس للتكنولوجيا، انتهاءً بإحدى كليات نيويورك لإكمال دراساته العليا. وصل في النهاية إلى رتبة قائد ملازم.
غرق فارنسورث بعد زواجه من إحدى سيدات المجتمع بكثير من الديون، فاقترض المال من رجل مجند ثم رفض سداد الدين. بسبب هذا أُحضر فارنسورث، الذي كان يُعتبر واحدًا من ألمع ضباط البحرية صغار السن، إلى محكمة عسكرية في عام 1927. أُثبتت إدانته وجرى تسريحه من الخدمة في 12 نوفمبر من عام 1927، بسبب سلوكه الذي وُصف بأنه «يميل إلى إضعاف روح الخدمة» وإلى «تدمير الروح المعنوية الجيدة».

## مهنة التجسس
بدأ بالتجسس لصالح اليابان بسبب استيائه وحاجته للمال، إذ أنها حاولت في عشرينيات وثلاثينيات القرن الماضي تجنيد العديد من الأمريكيين. نقل المعلومات التي حصل عليها إلى العميل المسؤول القائد يوشيوكي إيشيميا، الذي كان مساعد ملحق بحري في السفارة اليابانية من أكتوبر من عام 1932 إلى ديسمبر من عام 1934، والقائد الملازم أريكا ياماكي، الذي خلف إيشيميا حتى نوفمبر من عام 1935. زعم فارنسورث لاحقًا أنه تلقى 100 دولار أسبوعيًا إضافة إلى نفقات تجسسه.
كان فارنسورث ما يزال يمتلك فطنة اجتماعية كافية لجعله مقبولًا ضمن أفضل الأوساط الاجتماعية في واشنطن، على الرغم من خروجه المشين من الخدمة البحرية. حصل على معظم معلوماته من خلال اتصاله مع زملائه السابقين الذين زودوه بالمستندات دون معرفتهم للسبب الحقيقي الكامن وراء طلبه، فقد زعم أنه يحتاجها من أجل «مقالات المجلة»، وجمع قليلًا من المعلومات حول البحرية من خلال زوجات الضباط رفيعي المستوى بمنتهى البراعة. ادعى في إحدى المرات أنه كان مخمورًا وأنه قائد في البحرية، ثم صعد على متن مدمرة في أنابوليس وخدع ملازمًا لإعطائه بيانات لإحدى المناورات ليعود بعدها مسرعًا إلى السفارة اليابانية التي صنعت منها نسخة وأعادها في اليوم التالي، فقد كان أمن البحرية في ذلك الوقت متساهلًا نسبيًا.
قُرعت أجراس الخطر، حينما سرق فارنسورث كتيبًا سريًا للبحرية، هو «خدمة المعلومات والأمن»، الذي تضمن خططًا لمعلومات وتكتيكات المعارك التي جُمعت من خلال المناورات الميدانية وجرى اختبارها من قبل ضباط البحرية رفيعي المستوى، واستُدعي مكتب الاستخبارات البحرية للتحقيق في اختفائه. عُرف في ما بعد أن فارنسورث قد دوّن الدليل وباعه لليابانيين في 15 مايو من عام 1935.
سمع ضباط مكتب الاستخبارات البحرية خلال التحقيق من ضباط البحرية الذين عرفوا فارنسورث أنه كان يٌنفق مبالغ كبيرة من المال على الرغم من إفلاسه كما كانوا يعتقدون. كشفت المزيد من التحقيقات أنه استعار شيفرة وكتيبات إشارة، وطرح أسئلة حول التكتيكات والتصميمات الجديدة للسفن والأسلحة. أخيرًا، قدمت زوجة أحد الضباط رفيعي المستوى الذين يعيشون في أنابوليس شكوى إلى مكتب التحقيقات البحرية بأن فارنسورث قد دفعها للسماح له بقراءة الوثائق الرسمية. وُضع تحت المراقبة المشتركة من قبل مكتب التحقيقات الفيدرالي ومكتب التحقيقات البحرية.

## اللقاءات مع أحد الصحفيين
استُبدل القائد ياماكي بأمر من القائد بونجيرو ياماغوتشي في نوفمبر 1935، الذي قرر أن يدفع لفارنسورث تدريجيًا بدلًا من العربون. ولأن فارنسورث بدأ يواجه انخفاضًا مفاجئًا في الدخل وأحس بأن المحققين كانوا يضيقون الخناق عليه، اتصل بفولتون لويس جونيور، وهو مراسل واشنطن لصحف هيرست في بداية عام 1936. اقترح على لويس أن يكتب سلسلة من المقالات التي تحمل عنوان «كيف كنتُ جاسوسًا في البحرية الأمريكية لصالح الحكومة اليابانية» مقابل 20 ألف دولار في محاولة واضحة لإقناعه بأنه كان عميلًا مزدوجًا، وجعل من ذلك شرطًا لإعطائه الأسبقية في القبض على زيبلن هيندنبورغ لألمانيا. أخبر لويس مدير مكتب الاستخبارات البحرية القبطان ويليام دي. بولستون على الفور بهذا اللقاء.
طلب لويس من فارنسورث إثباتًا لعلاقاته مع اليابانيين خلال اللقاء الثاني لهما، فاستدعى فارنسورث القائد ياماغوتشي بحضور لويس وطلب منه المال. حاول فارنسورث إقناع لويس بمرافقته إلى الاجتماع الذي رُتب سابقًا، متظاهرًا بأنه سائق سيارة أجرة، إلا أن لويس رفض الذهاب، ولكن فارنسورث كان حريصًا جدًا على إثبات نواياه الحسنة حتى أنه أخذ لويس إلى مكتبه حيث يحتفظ بدليل الصور الخاص به، وقدم له أدلة أخرى تؤيد قصته.

## الاعتقال والمحاكمة والإدانة
أخبر لويس بولستون مرة أخرى بالأدلة، فرتب الأخير اعتقالًا لفارنسورث في 14 يوليو من عام 1936، واتهم فارنسورث ببيع معلومات سرية لليابانيين، وحجز على سند بقيمة 10.000 دولار حتى جلسة الاستماع الأولية.
أُعطيت القضية إلى هيئة محلفين كبرى، وتبين خلال شهادتها أن فارنسورث قد اتصل بالسفارة اليابانية مرتين في اليوم الذي سبق اعتقاله. شهد القائد الملازم ليزلي جي. جينهريز على أن فارنسورث كان قد أخذ الدراسة السرية من على مكتبه في وزارة البحرية في 1 أغسطس من عام 1934، وقالت السيدة غريس جاميسون، الموظفة المسؤولة عن تصوير الوثائق في البحرية، إن فارنسورت قد زار مصنع التصوير عدة مرات لنسخ الوثائق العسكرية.
اتهمت هيئة المحلفين الكبرى فارنسورث بتهمة بيع الدليل السري لليابانيين، وبتآمره لفعل ذلك. شملت لائحة الاتهام كلًا من القائدين الملازمين إيشيميا وياماكي، اللذين غادرا إلى اليابان على الفور.
أشار فارنسورث إلى أنه سيبني دفاعه على حادث طائرة تعرض له عندما درس في محطة بنساكولا البحرية الجوية ما يجعله «غير مسؤول»، لكن البحرية أسقطت هذه الحجة قائلة إنه لا يوجد سجل لمثل هذا الحادث. في المقابل، طلب محاميه من لجنة المحاكمة العسكرية أن يشهد إيشيميا وياماكي في دفاع فارنسورث عن طريق القنصل الأمريكي في طوكيو، لكن اليابان رفضت هذا الطلب، مشيرة إلى كون القانون الياباني يحظر على الضباط العسكريين الإجابة على الأسئلة في بلد أجنبي.
غير فارنسورث التماسه بأنه غير مذنب إلى «عدم الجدال» في 15 فبراير من عام 1937، واستغنى عن المحاكمة أمام هيئة المحلفين وترك الأمر للقاضي بشأن اتخاذ القرار في قضيته، ولو أن المحاكمة بدأت حينها، كان المدعي العام مستعدًا لإثبات قضيته من خلال استعراض الشهود وجميع الأدلة الأخرى. عندما سمع القاضي بذلك، أشار إلى أنه سوف يراجع القضية قبل النطق بالحكم. مع ذلك، غير فارنسورث مرة أخرى التماسه إلى كونه غير مذنب، إذ برر ما فعله بأنه قدم التماسه دون استشارة سابقة مستندًا إلى سوء السمعة التي نتجت عن قضيته. قال القاضي إنه من ضمن حقوق فارنسورث تغيير التماسه قبل إصدار الحكم وبالتالي فهو سيستمع إلى طلبه.
أبلغ فارنسورث القاضي بأنه سيجري دفاعه بنفسه بعد انسحاب فريق الدفاع. كانت خطوته التالية هي رفع أمر الإحضار أمام المحكمة للحصول على الإفراج، وقال إن الحقائق المزعومة في لائحة الاتهام التي أُدين بموجبها لا تشكل جريمة، وإنه لم يكن يعلم أن «عدم الجدال» بمثابة إقرار بالذنب وإنه يريد سحب القرار، لكنه قوبل بالرفض.

## الحكم والاستئناف
حُكم على جون سيمر فارنسورث بالسجن لمدة تتراوح بين 4 و12 سنة، بتهمة «التواصل ونقل كتابات وكتب شيفرات وصور فوتوغرافية وخطط متعلقة بالدفاع الوطني إلى حكومة اليابان الأجنبية، بغرض استخدامها في أذية الولايات المتحدة».
استأنف قرار القاضي في عام 1938، ورُفض استئنافه، إذ أيدت هذا الرفض محكمة الاستئناف الأمريكية للدائرة الخامسة.
قضى فارنسورث 11 عامًا في السجن، وتوفي في مانهاتن عن عمر يناهز 59 عامًا.